# Radvaň nad Dunajom
Radvaň nad Dunajom est un village de Slovaquie situé dans la région de Nitra.

## Histoire
Première mention écrite du village en 1260. C'est dans cette localité qu'a été signée la Paix de Zsitvatorok en 1606.

## Démographie

### Évolution de la population
| Année:               | 1994. | 2004.   | 2014.   | 2024.   |
| -------------------- | ----- | ------- | ------- | ------- |
| Nombre de personnes: | 749   | 747     | 709     | 710     |
| Différence:          |       | -0,26 % | -5,08 % | +0,14 % |

| Année:               | 2023. | 2024.   |
| -------------------- | ----- | ------- |
| Nombre de personnes: | 708   | 710     |
| Différence:          |       | +0,28 % |